# John Burnett
John Patrick Aubone Burnett, baron Burnett (né le 19 septembre 1945) est un homme politique libéral démocrate britannique, membre de la Chambre des lords et député de Torridge et de l'ouest du Devon de 1997 à 2005.

## Vie privée
John Burnett est le fils du lieutenant-colonel Aubone Burnett OBE (1909–1958), un juriste de l'armée, et de Joan Bolt. Il fait ses études au Ampleforth College avant de rejoindre les Royal Marines. Il est commando avec les Royal Marines pendant sept ans, éleveur de bovins et reste avocat spécialisé dans les questions fiscales, en tant que consultant auprès de Stephens Scown Solicitors. De 1976 à 1997, il est associé du cabinet d'avocats Burd Pearse à Okehampton.
En 1971, il épouse Elizabeth Sherwood de la Mare, fille du diplomate Arthur de La Mare. Ils ont 4 enfants et 10 petits-enfants.
Lord Burnett est président des gouverneurs du Plymouth Diocese Catholic Academy Schools Trust et président d'un certain nombre d'organismes de bienfaisance, dont la Royal British Legion (succursale de Bideford), la Royal Marines Association (succursale de Tavistock), le club de football d'Okehampton Argyle, l'association Okehampton Small-Bore et l'équipe de recherche et de sauvetage de Tavistock Dartmoor .

## Carrière politique
En 1997, il remporte le siège de Devon West et Torridge comme libéral démocrate. Il succède à Emma Nicholson, après sa défection en 1995 du Parti conservateur au profit des libéraux démocrates et son élévation en tant que pair libéral démocrate. Burnett est réélu aux élections générales de 2001.
Il est le porte-parole des libéraux démocrates sur les affaires intérieures de mai 1997 à juillet 2004 et sur la justice de juillet 2004 à mai 2005.
À la suite de la décision de Burnett de se retirer en 2005, il y a eu un swing de 5 000 voix lors des élections de 2005 contre le candidat libéral-démocrate, David Walter. La taille de la circonscription est réduite lors d'un réalignement de la Commission de délimitation de la frontière en 2006 et est conservée par le Parti conservateur.
Le 31 mai 2006, il est créé pair à vie, siégeant sur les bancs libéraux démocrates à la Chambre des lords, avec le titre de baron Burnett, de Whitchurch dans le comté de Devon.
Burnett pendant une grande partie de ses huit années au Parlement était considéré parmi ses collègues députés libéraux démocrates comme "le chat qui marchait seul": il prend ses distances sur la position de son parti sur la guerre en Irak, par exemple ,.
Un des points forts de la carrière parlementaire de Burnett est sa promotion du projet de loi qui est devenu la Limited Liability Partnerships Act 2000, permettant aux avocats, par exemple, de rester dans les accords de partenariat traditionnels tout en bénéficiant de certains des avantages des sociétés à responsabilité limitée.
À la Chambre des lords, il s'est principalement exprimé sur les questions relatives aux forces armées.